# 애덤 노이만
애덤 뉴먼(영어: Adam Neumann, 히브리어: אדם נוימן‎, 애덤 노이만, 1979년 4월 25일 ~ )은 이스라엘계 미국인 억만장자 사업가이자 투자자이다. 2010년에 그는 미겔 매켈비(Miguel McKelvey)와 함께 위워크(WeWork)를 공동 창립했으며, 2010년부터 2019년까지 CEO를 역임했다. 2019년에는 개인 재산 관리를 위해 아내 리베카 뉴먼(Rebekah Neumann)과 함께 166 2nd Financial Services라는 패밀리 오피스를 공동 창립하여 부동산 및 벤처 스타트업에 10억 달러 이상을 투자했다.
공모 서류에 공개된 내용을 바탕으로 투자자들의 압력이 거세지자 뉴먼은 2019년 9월 26일 WeWork의 CEO직을 사임하고 과반수 의결권을 포기했다. 포브스는 2023년 5월 현재 그의 순자산을 약 22억 달러로 추산했다.